# Hoofdwatergang

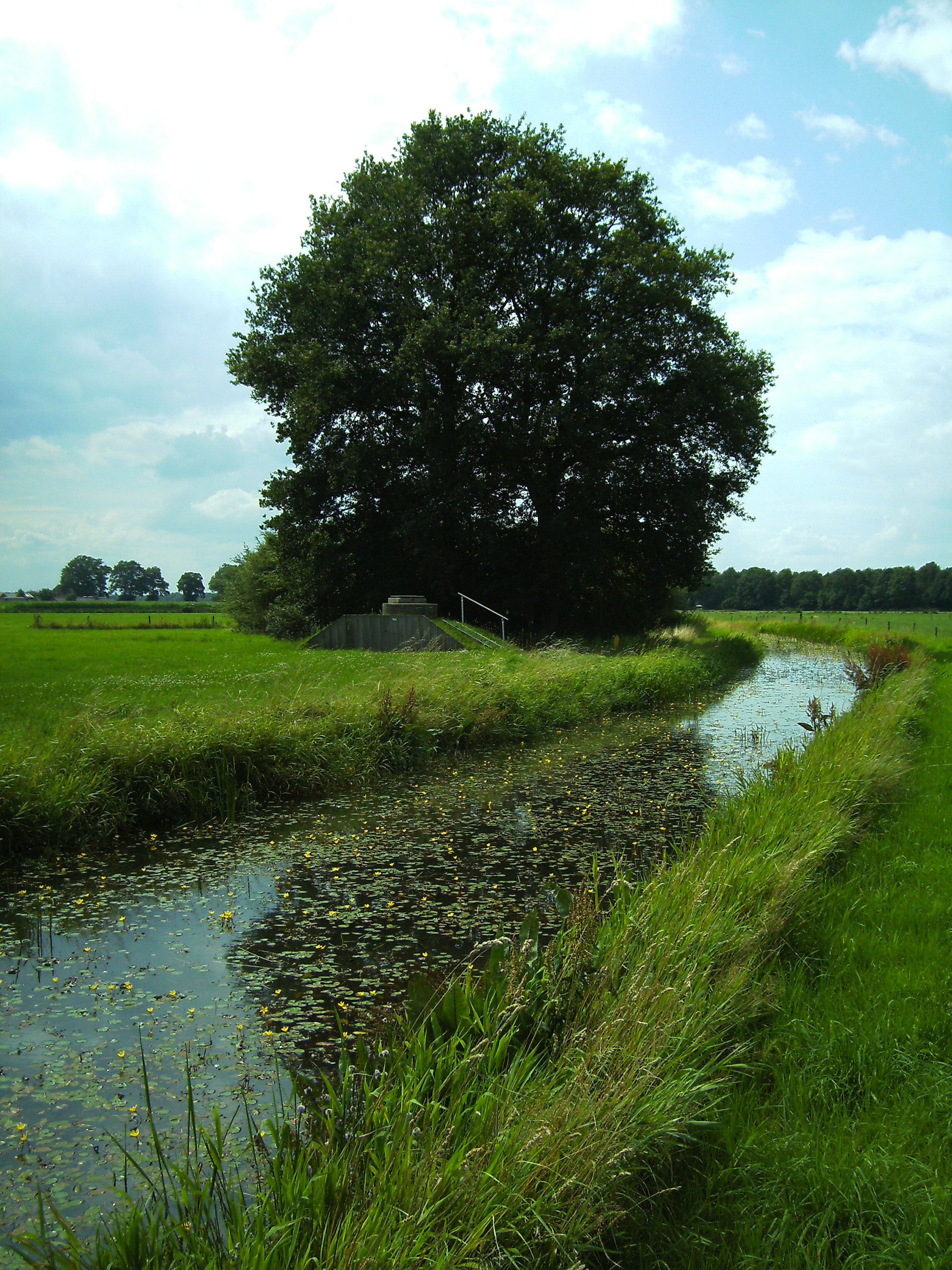
Soestwetering in Salland

Een hoofdwatergang is een belangrijke watergang die dient voor de afvoer van water met meer dan lokaal belang.
Hoofdwatergangen worden daarom vaak door een waterschap onderhouden, dat wil dus zoveel zeggen als dat het op afmetingen wordt gehouden door ze regelmatig te schonen (maaien van gras en riet) en te baggeren. Waterschappen definiëren in hun keur welk water een hoofdwatergang is, bijvoorbeeld door te stellen dat deze een debiet heeft van ten minste 50 liter per seconde. Bovendien worden de vastgestelde hoofdwatergangen in een legger beschreven. 
Veel hoofdwatergangen zijn gegraven, maar ook beken en rivieren hebben vaak de functie van hoofdwatergang.

## Naam
Hoofdwatergangen hebben vaak een eigen naam. Deze namen eindigen meestal, afhankelijk van de regio, op:
- afwatering
- afwateringstocht
- diep
- grift
- kanaal
- loop
- lossing
- maar (in Groningen)
- sloot
- tocht
- tochtsloot
- vliet
- watering
- waterlossing
- watersloot
- wetering
- zeeg (in de Betuwe)